# Henri Devillers
Pour les articles homonymes, voir Devillers.
Henri Devillers (1914-1942) est un V-Mann (agent de pénétration) de l'Abwehr (services de renseignements militaires du Troisième Reich) section III-F (contre-espionnage en France) durant la Seconde Guerre mondiale.

## Biographie
Fait prisonnier en 1940, Devillers obtient sa libération en échange de la promesse de travailler pour les services allemands qui le casent aux messageries Hachette. Une fois par semaine, il effectue une liaison Paris-Vichy-Lyon, franchissant la ligne de démarcation à l'aide d'Ausweis (carte d'identité) régulièrement renouvelé.
Introduit dans le groupe lyonnais de Combat par un responsable local du MLN., il gagne la confiance d'Henri Frenay, Maurice Chevance, Berty Albrecht. À Paris, il se fait apprécier de Jane Sivadon, Odile Kienlen, Robert Guédon. Les courriers sont lus par son officier traitant allemand avant d'être remis à leur destinataire.
Devillers est arrêté à Lyon par la Surveillance du Territoire, le 21 janvier 1942. Confondu le 3 février, il est inculpé le 16 avril, jugé et condamné à mort le 21 avril. Le recours en grâce est refusé par le maréchal Pétain le 12 juin. L'espion est fusillé le 19 juin 1942, par un peloton de la garnison de Lyon au fort de Montluc.